# Bagremovo
Bagremovo (v srbské cyrilici Багремово, maďarsky Bárdossyfalva) je vesnice na severu Srbska. Administrativně spadá pod opštinu Bačka Topola. V roce 2002 mělo podle sčítání lidu celkem 204 obyvatel. Většina obyvatel je maďarské národnosti. 
Relativně malá vesnice se rozvinula na hlavním silničním tahu mezi městy Bačka Topola a Bečej. Vznikla nejspíše na počátku 20. století a je spojena s příběhem maďarského vlastníka půdy, který daroval pozemky lidem, kteří u něj pracovali proto, aby neemigrovali do Ameriky. Odtud pocházel název obce, který odkazoval na stát Brazílie. (Brazilija). Po druhé světové válce byl název změněn; současný odkazuje na srbské slovo багрем, který označuje Trnovník akát. 